# Selenoproteïna O
La Selenoproteïna O és una Selenoproteina.
La família SelO té homòlegs en animals, bacteris, llevats i plantes però la seva funció encara és desconeguda. Les úniques proteïnes homològues a Sel O que tenen selenocisteïna són les de vertebrats i tenen l'aminoàcid localitzat en la regió C-terminal. En humans, aquesta proteïna té una llargada de 669 aminoàcids i es troba en el cromosoma 22.
En altres organismes, com en S.cerevisiae, es tracta d'una proteïna homòloga que té reemplaçada la selenocisteïna per una cisteïna i, conseqüentment, la llargada de la proteïna és de 688 aminoàcids.
Aquesta proteïna està caracteritzada per tenir SECIS atípics, en els quals les citosines reemplacen les adenosines conservades del loop apical. A més a més, conté un motiu CXXU que suggereix que aquesta proteïna podria tenir una funció redox.